# منطقه دقی
منطقه دقی (عربی: الدقى) یکی از منطقه‌های شهر جیزه، یک منطقه مسکونی و تجاری پر رونق و شلوغ است که به وسیله جاده جیزه و قاهره به پایتخت وصل می‌شود. دقی پیشتر یک روستایی در حومه جیزه بود، تا اینکه در سال ۱۹۶۴ وارد فضای شهری شد و نزدیکی به قاهره آن را محل مناسبی برای ثروتمندان ساخت، جایی که آنها می‌توانستند کاخها و مزارع دلخواه خود را بسازند. بعضی از ساکنان دقی همان ساکنان سنتی این منطقه هستند که در اینجا ماندگار شدند، بیشتر خیابان‌ها و میدان‌ها در دقی به اسم کشورهای عربی نامگذاری شده‌اند.
نام دقی برگرفته از خانواده دقی است که از زمان‌های بسیار قدیم در این منطقه سکونت داشته و از قسمت بالای مصر به این محل آمده و در آنجا مستقر شده بودند و بعد به حومه شهر منوفیا سفر کرده‌اند.

## محدوده‌ها
پیدایش منطقه دقی به سال ۱۹۹۸ بر اساس حکم نخست‌وزیر به شماره (۲۵۰۱) در ۵ سپتامبر ۱۹۹۷ و همچنین تصمیم اجرایی مشاور فرماندار جیزه شماره به (۱۵۰۵) برمی‌گردد. این تصمیمات نهایتاً به تقسیم ناحیه مرکزی جیزه به (منطقه آگوزا – منطقه دقی) انجامید، که در بالا منطقه دقی بین شش خیابان اصلی در سمت چپ نقشه نشان داده شده‌است.
1. خیابان دانشگاه بین‌المللی از خیابان سودان تا خیابان البطل احمد عبدالعزیز در شمال غربی
2. خیابان البطل احمد عبدالعزیز از خیابان دانشگاه بین‌المللی تا خیابان موزه کشاورزی (خیابان نوال) در شمال شرقی.
3. خیابان موزه کشاورزی (خیابان نوال) در شمال خیابان بطل احمد عبدل عزیز تا خیابان نیل.
4. خیابان نیل در شرق خیابان موزه کشاورزی (خیابان نوال) تا خیابان عبدالسلام عارف (خیابان ثروت).
5. خیابان عبدالسلام عارف (خیابان ثروت) جنوب خیابان نیل تا خیابان سودان.
6. خیابان سودان در غرب خیابان ثروت تا خیابان لیگ کشورهای عربی (امتداد کانال).

## مناطق قدیمی
پنج منطقه قدیمی در دقی به سادگی قابل تشخیص هستند:

### منطقه میان کاخ‌ها
منطقه میان کاخ‌ها با چهار خیابان شلوغ احاطه شده‌است
1. خیابان ثروت، که دانشگاه قاهره از سمت درهای دانشکده بازرگانی و خانه علم به آن می‌رسد و از طرف دیگر به خیابان دانشگاه شهر می‌رسد که در انتهای پل ثروت قرار دارد.
2. خیابان احمد الزیات معروف به خیابان پر رفت‌وآمد، به دلیل حضور اداره راهنمایی و رانندگی در این خیابان و همچنین دیوار استادیوم دانشگاه که در امتداد خیابان کشیده شده‌است.
3. خیابان تحریر از انتهای مرکز تحقیقات به سمت شرکت نگهداری خودرو برادران مقار.
4. اول خیابان سودان، ابتدای پل ثروت که به محور ماست‌بندی متصل می‌شود.

جمعیت در این منطقه همزمان با تأسیس دانشگاه قاهره رو به افزایش گذاشت، منطقه بین کاخ‌ها مملو از مغازه‌های فروش لوازم التحریر و خدمات چاپ، بسته‌بندی و نوشت‌افزار، دارالترجمه و غیره به دلیل نزدیکی به دانشگاه قاهره است.

### منطقه دقی قدیم و دقی جدید
دقی قدیم و دقی جدید دو بخش مهم در محله دقی هستند که توسط خیابان اصلی دقی از هم جدا می‌شوند. خیابان دقی از خیابان ثروت روبروی پارک عمان شروع می‌شود و تا شمال امتداد می‌یابد خیابان طاهر از پل دقی عبور می‌کند، که برای کاهش ترافیک در این خیابان برای وصل مستقیم به خیابان بطل احمد عبدالعزیز طراحی شده‌است. ایستگاه مترو دقی نیز در خیابان تحریر در شرق پل دقی واقع شده‌است.
این منطقه دارای مناطق دیگری شامل منطقه مساحت و منطقة بحوث نیز می‌باشد.

## سفارت‌ها
در این منطقه حدود ۵۶ سفارت قرار دارد که به پایتخت دیپلماسی نیز شناخته می‌شود.

## بانک‌ها
در این منطقه انواع بانک‌های میهنی. بین‌المللی نیز قرار دارد.

## مدارس
دقی همچنین به «منطقه مدرسه» معروف است به خاطر وجود حدود ۱۰۲ مدرسه (دولت - خصوصی - آزمایشی - زبان) در این منطقه

## موسسات و دانشکده‌ها
- دانشکده‌ها و مؤسسات منطقه عبارتند از؛
- مؤسسه تحقیقات آماری
- دانشکده مهدکودک
- دانشکده آموزش خاص
- دانشکده طب طبیعی
- دانشکده هنرهای کاربردی
- آکادمی علوم، فناوری و حمل و نقل دریایی عرب

## بیمارستان‌ها و آزمایشگاه‌ها
- بیمارستان شبروشی
- بیمارستان پزشکان مادر
- ساختمان آزمایشگاه‌های سریدار
- بیمارستان ششم اکتبر
- بیمارستان سیاره

## شخصیت‌های مشهور
محمد البرادعی، رئیس پیشین آژانس بین‌المللی انرژی اتمی، هنگامی که هنوز دقی یک دهکده بود در اینجا متولد شده بود.